# Питейное заведение
Питейное заведение — организация, ведущая торговлю спиртным, в которую посетители приходят преимущественно с целью употребить спиртное и пообщаться. Используется как в качестве неформального выражения, описывающего разные типы заведений (бары, рюмочные, кабаки), в том числе и нелегальные, так и в качестве формального юридического термина, в последнем случае иногда включает также винные магазины и рестораны, подающие спиртное.

## История

### В России
После появления на Руси крепких спиртных напитков в XVI веке в течение короткого периода для их продажи использовались корчмы, но уже во времена Ивана III розничная торговля спиртным стала предметом государственной монополии: напитки или напрямую продавались государством («торговля на вере»), или отдавались на откуп. При Иване IV корчмы стали кабаками; это название настолько прочно вросло в язык, что попытки при Алексее Михайловиче сменить его на «кружечный двор» не удались, спорный Земский собор 1652 года те историки, которые признают его существование, называют «Собором о кабаках» (в 1746 году столь же неудачной была попытка замены названия кабака на «питейное заведение»). Торговля продолжалась преимущественно «на вере» до «Устава о винокурении» Екатерины II от 1765 года, которым была введена откупная система, просуществовавшая до 1863 года, когда откуп был заменён акцизом. Согласно «Указу о питейном сборе», лицензированию подлежали собственно «питейные заведения» («питейные дома», шинки, штофные лавки, водочные магазины, позже были добавлены ведёрные лавки), ренсковые погреба, портерные и пивные лавки, а также — в случае торговли спиртными напитками — трактиры, гостиницы, буфеты, постоялые дворы, корчмы, заезжие дома, духаны и собственные дома малороссийских казаков, колонистов, панцирных бояр и сельских обывателей, живущих на собственных или общественных землях.
Кроме постоянных питейных заведений, законодательство допускало и кратковременные, так называемые временные выставки. Выставки открывались в переносных помещениях (тентах, палатках) на несколько дней в местах скопления народа в связи с каким-либо событием (ярмарки, престольные праздники и пр.). Временная выставка не могла занимать более одной комнаты; закон запрещал преобразование временных выставок в постоянные питейные заведения.
В законодательстве Российской Федерации термин «питейное заведение» не используется, но продолжает применяться в начале XXI века неформально для обозначения «стационарных торговых объектов», использующихся «организациями [и индивидуальными предпринимателями], осуществляющими розничную продажу алкогольной продукции».

### Во Франции
На территории Франции питейные заведения — таверны — существовали с римских времён. После франкских завоеваний (500-е годы нашей эры) последовал запрет на продажу алкоголя в тавернах, кроме как постояльцам и на вынос. К XV веку запрет был забыт, и последующие авторы — от Вийона до Н. Деламара — описывали кабаки Парижа. Таверны уже в XIV веке стали сменяться кабаре, в XVII веке пить стали в кафе, в XIX веке популярными стали загородные генгеты.

### В Англии
До начала XVI века торговля спиртным в Англии практически не регулировалась. Общим термином для питейных заведений была «пивная» (англ. alehouse). Однако, на практике издавна выделились три типа питейных заведений:
- пивная, где подавали эль;
- трактир (англ. inn), где путешественникам предоставляли ночлег, еду и напитки;
- таверна, где подавали вино.

После робких попыток регулирования на границе XV и XVI веков (так с 1494 года местные власти получили право закрывать пивные) «Акт о пивных» в 1552 году явным образом разделил питейные заведения по типам и потребовал лицензирования пивных, для открытия пивной требовалось получить разрешения от двух местных судей и предъявить положительные рекомендации. В 1553 году «Акт об избежании дороговизны вина» (англ. The Act to avoid the excessive Prices of Wine) жёстко зарегулировал таверны, установив их максимальное количество для каждого города. Вино, напиток привилегированных классов, всегда регулировалось строже, чем пиво. В результате таверны стали редки, соотношение между числом пивных и таверн достигало в конце 1500-х годов 50:1.

### В Османской империи
Мусульманская Турция получила культуру винопития турками от Византии: даже через 100 лет после падения Константинополя население Галаты, где и располагались мейхане, было преимущественно немусульманским. Термин «мейхане» для бара вошёл в употребление на рубеже XV и XVI веков.
Мейхане исторически разделялись на несколько классов:
- мейхане с патентом, «султанские», имели государственное разрешение на продажу спиртного, названия и вывески;
- «укромные» мейхане без патента, расположенные внутри небольших магазинчиков и продававшие спиртное «для своих»;
- для простолюдинов существовали «мейхане с ногами»: торговцы с передвижными прилавками или даже просто с обмотанным вокруг торса «шлангом» из кишок, наполненным спиртным.

Запреты на производство, продажу и потребление алкоголя многократно вводились и отменялись; расцвет мейхане пришёлся на «эпоху тюльпанов» (первая треть XVIII века).